# F1 Clash
F1 Manager (renombrado como F1 Clash en mayo de 2021) es un videojuego de gestión/estrategia de carreras basado en microtransacciones desarrollado y publicado por la empresa británica de videojuegos Hutch. El juego se lanzó para iOS y Android el 7 de mayo de 2019. Presentó todos los circuitos, equipos y pilotos oficiales de la temporada 2019 de Fórmula 1 en el lanzamiento.

## Jugabilidad
Los jugadores se hacen cargo de los equipos como directores de equipo. Durante las carreras, los jugadores supervisan la estrategia de dos pilotos que corren automáticamente a lo largo de las pistas, diciéndoles a los pilotos cuándo entrar en boxes, a qué compuesto de neumáticos deben cambiar, instruyendo a los pilotos cuándo conducir más rápido o más lento, entre otros. Entre carreras, los jugadores también tienen la oportunidad de mejorar sus pilotos y varios componentes del monoplaza, como el motor, los frenos, el alerón delantero, etc. También pueden ocurrir eventos disruptivos como cambios de clima, fallas mecánicas y despliegues del auto de seguridad (por ejemplo, después de un accidente o un monoplaza que se queda sin combustible) durante las carreras.

## Recepción
La recepción de los medios a F1 Clash ha sido en general positiva, Goosed.ie calificó el juego positivamente otorgándole 4 estrellas de 5 y también llamando al juego «Un juego de gestión de F1 estúpidamente adictivo». También comentaron sobre las microtransacciones en el juego, afirmando que si bien su presencia podría molestar a algunos jugadores, descubrieron que después de unas pocas semanas de juego no eran una restricción demasiado grande.
En su reseña, Motorsport Magazine describió el juego como «una primera incursión agradable en el género de gestión para la F1», al tiempo que comentaba tanto positiva como negativamente sobre el aspecto exclusivo del juego para varios jugadores. Carscoops comentó positivamente sobre el juego en su revisión rápida, afirmando que el juego era «bastante divertido y posiblemente adictivo, dependiendo de si este es tu género o no». Al discutir los puntos negativos del juego, Carscoops menciona el alto consumo de energía del dispositivo y el requisito de una conexión permanente a Internet.
Android Headlines colocó a F1 Clash en el número 2 en su lista de las 8 mejores aplicaciones y juegos de Fórmula 1 para Android: 2019, en la posición número 1 se encontraba la aplicación oficial de Fórmula 1 para Android.

## Premios y nominaciones
| Premio                                 | Fecha                  | Categoría               | Resultado | Ref.  |
| -------------------------------------- | ---------------------- | ----------------------- | --------- | ----- |
| Premios de la industria de juegos TIGA | 7 de noviembre de 2019 | Mejor juego de carreras | Nominado  | [ 9 ] |